# Artemisia thuscula
Artemisia thuscula és una espècie de planta amb flors del gènere Artemisia dins la família de les asteràcies nativa i endèmica de les illes Canàries.

## Taxonomia
Aquest tàxon va ser publicat per primer cop l'any 1801 a la revistaAnales de Ciencias Naturales pel botànic valencià Antoni Josep Cavanilles i Palop.
Els següents noms científics són sinònims d'Artemisia thuscula:
- Absinthium canariense Besser
- Artemisia argentea Buch
- Artemisia canariensis Less.